# Henri Fierz
Henri Fierz (* 11. November 1897 in Herrliberg; † 31. August 1972 in Buochs) war ein Schweizer Flugzeugkonstrukteur und Unternehmer.

## Leben
Er studierte am Technikum Winterthur und war anschliessend fünf Jahre in den USA als Ingenieur bei Douglas, Curtiss und Packard tätig. Henry Fierz konstruierte zwischen 1925 und 1933 für die Fa. Alfred Comte in der Schweiz u. a. die „Comte AC-4 Gentleman“. 1934 bis 1940 war er technischer Leiter bei der Swissair; ab 1939 Technischer Leiter der Schweizer Firma Pilatus Flugzeugwerke AG und entwickelte hier mehrere erfolgreiche Schul- und Trainingsflugzeuge. Er gilt als Vater der Pilatus PC-6, von der bei Pilatus in Stans und von Fairchild-Hiller in den USA mehr als 1000 Stück gebaut worden sind und die hervorragende STOL-Eigenschaften besitzt.